# Прапор Черкаського
Пра́пор Черка́ського — один з офіційних символів селище Черкаське Самарівського району Дніпропетровської області, затверджений 24 червня 2008 р. рішенням № 4-22/V Могилівської сільської ради VII скликання.
Прямокутне полотнище зі співвідношенням сторін 2:3 розділене по діагоналі від верхнього кута з вільного краю на два рівновеликі поля: верхнє синє та нижнє біле, посередині на жовтому картуші герб селища (висотою 5/6 ширини прапора). У верхньому древковому куті синьо-жовтий прямокутник.
Автори — О. Є. Ломакіна, Т. Є. Мосійчук, О. М. Кочетов.